# Thomas West (9e baron De La Warr)
Pour les articles homonymes, voir Thomas West et West.
Thomas West, 9e baron de La Warr et 6e baron West, (v. 1475 - 25 septembre 1554) est le fils aîné de Thomas West (8e baron De La Warr), et de sa seconde épouse, Elizabeth Mortimer, fille de Hugh Mortimer de Martley et Kyre Wyard, Worcestershire,.

## Biographie
West épouse, avant le 24 août 1494, Elizabeth Bonville, fille et cohéritière de John Bonville, écuyer, de Shute, Devon, et de Katherine Wingfield, fille de Robert Wingfield, mais n'a aucun descendant avec elle. Il hérite de ses titres à l'âge de 50 ans. Il est fait chevalier de la Jarretière en 1549 après avoir combattu en France.
West meurt le 25 septembre 1554 à son domicile d'Offington, dans le Sussex, et est inhumé le 10 octobre à Broadwater. Le chroniqueur Henry Machyn enregistre ses funérailles, le décrivant comme «le meilleur gardien de maison du Sussex»,.
À sa mort, les baronnies de West et De La Warr sont toutes deux « tombées en désuétude », entre les deux filles et cohéritiers de son demi-frère, Owen West (mort le 18 juillet 1551), fils aîné du troisième mariage de son père avec Eleanor Copley . Owen West épouse Mary Guildford, fille de George Guildford, écuyer, deuxième fils de Richard Guildford, dont il a deux filles : Mary West, qui épouse Adrian Poynings (en) (mort le 15 février 1570), et ensuite, en tant que seconde épouse, Richard Rogers (mort vers 1605) ; et Anne West,,,.
L'héritier mâle de West, William West (1er baron De La Warr) (en), est le fils aîné de George West (d.1538), deuxième fils du troisième mariage du père de West avec Eleanor Copley,,.
Malgré le fait qu'il a été réintégré comme héritier par son oncle, à la mort de ce dernier en 1554, William West ne peut hériter de la baronnie de la Warr en raison de l'Acte du Parlement de 1550 qui l'a privé de tous les honneurs. Deux ans plus tard, il est impliqué dans la conspiration Dudley, et le 30 juin 1556 est traduit en justice au Guildhall sur des accusations de trahison, à laquelle il répond comme "William, Lord de la Warr", forçant les hérauts à prouver au cours du procès qu'il n'a pas droit à la baronnie et n'a donc pas droit à un procès par ses pairs à la Chambre des lords. Il est reconnu coupable de trahison. Cependant, la peine de mort n'est pas exécutée et en 1557, il est gracié par la reine Mary. Il combat au siège de Saint-Quentin cette année-là, et en 1563, au début du règne de la reine Elizabeth, est restauré dans son rang. Le 5 février 1570, il est fait chevalier et crée le même jour le baron De La Warr, ce qui est considéré comme une nouvelle création du titre.